# 卡茨多夫
卡茨多夫是奥地利上奥地利州佩尔格县的一个市镇。总面积14.7平方公里，总人口2815人，人口密度191.5人/平方公里（2005年）。